# ПД-50 (плавучий док)
ПД-50 (PD-50) - один з найбільших, поряд з ПД-41 , російських  плавучих доків і один з найбільших в світі. Призначений для ремонту стратегічних  атомних підводних човнів,  кораблів і  транспортних суден водотоннажністю понад 25000 тон.
Є одним з найбільших в світі: довжина становить 330 метрів, ширина 67 метрів, площа 23 тис. кв. метрів, вантажопідйомність 80 тис. тон.
двохбаштовий; оснащений 4 дизельними двигунами, 4 електрогенераторами, є 2  підйомних крани вантажопідйомністю 50 т.
Експлуатант плавдока - АТ 82-й судноремонтний завод .
Зареєстрований в  Російському річковому регістрі.

## Історія
Док був побудований за проектом 7454 в 1979 році в  Швеції для  Військово-морського флоту СРСР на верфі Arendalsvarvet,  Гетеборг, Швеція під заводським номером 910. Передано замовнику в 1980 році.
Базувався на ремонтному дворі № 82 в  Росляково в Мурманської області. До 2010 року перебував у віданні  Північного флоту.
В 2002 році в плавучий док заводу ПД-50 був заведений атомний підводний човен К-141 «Курськ». У 2002-2003 рр. проводилась його утилізація .

### Загибель

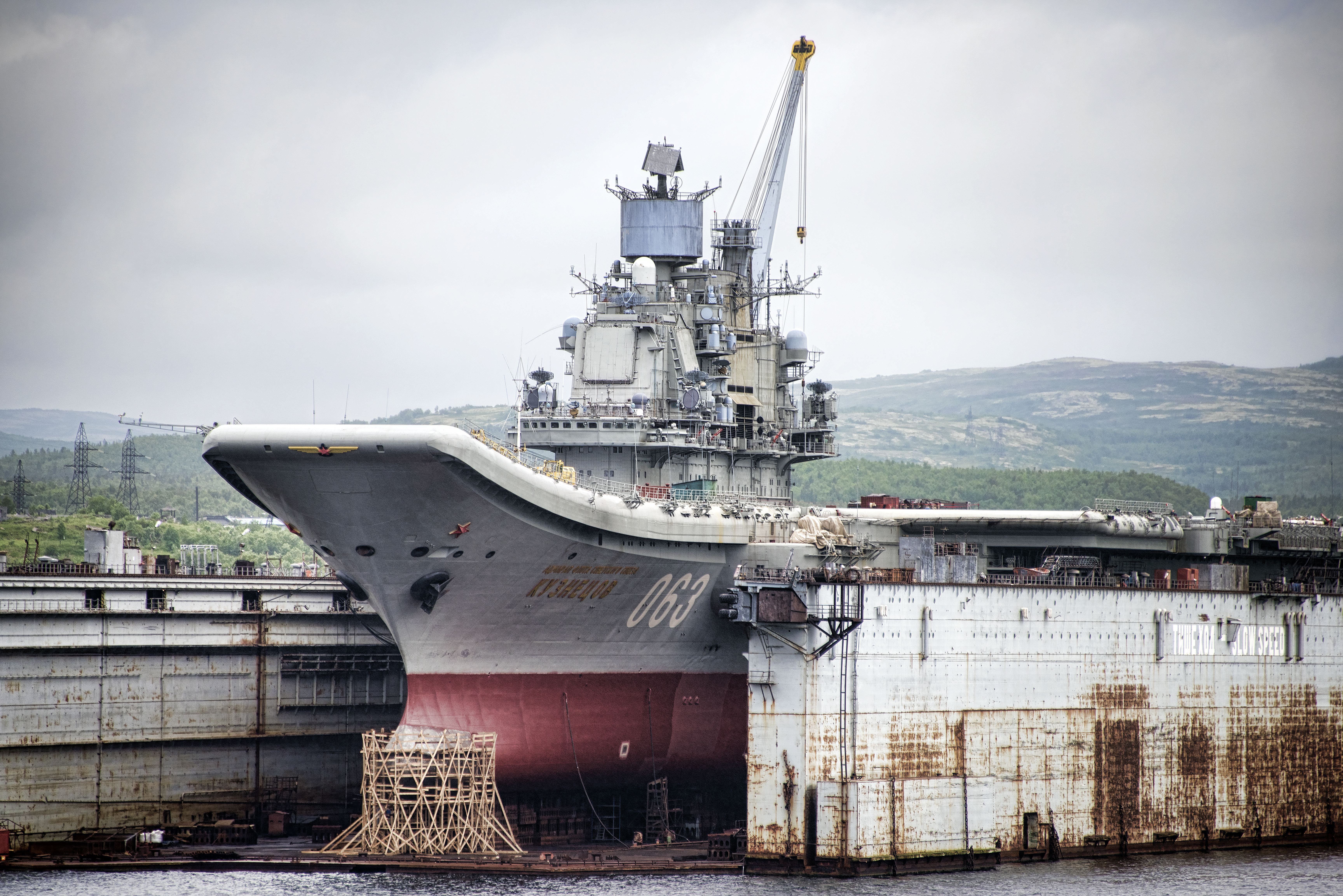
2015.6.27, Авіаносний крейсер Адмирал Кузнєцов в доці ПД-50

В ніч з 29 на 30 жовтня 2018 року через раптове відключення електроенергії з берега почалося неконтрольоване занурення однієї з веж дока, що призвело до суттєвого крену . ПД-50 почав занурюватися. Через те, що «Роснефть», яка купила до цього 82-й судноремонтний завод у Об'єднаної суднобудівної корпорації (ОСК)]], моторну команду дока скоротила, а для дизель-генератори пальне не закуповувала, ПД-50 не зміг перейти на власне електроживлення, щоб відкачати воду з цистерн , і став тонути разом c авіаносним крейсером «Адмірал Кузнєцов» . При цьому 50-тонний баштовий кран плавучого дока впав на авіаносний ракетний крейсер, пробивши палубу в кормовій частині і кілька відсіків під нею, але крейсер, завдяки боротьбі екіпажу за живучість, залишився на плаву, а док затонув. Крім того, за словами президента Об'єднаної суднобудівної корпорації Олексія Рахманова, корабель отримав пробоїну в надводний частині борта площею близько 20 м² та пошкодження декількох відсіків під палубою. Одна людина пропала безвісти, четверо постраждали .
Слідче управління на транспорті  Слідчого комітету Росії порушило кримінальну справу за статтею 216 КК РФ («Порушення правил безпеки при веденні інших робіт, що призвело з необережності смерть людини») . У ніч на 18 листопада 2018 року один з постраждалих робітників помер в міській лікарні Мурманська .

## Технічні характеристики
- Довжина - 330 м
- Ширина - 88 м
- Ширина конструктивна - 79 м
- Вантажопідйомність - 80 000 т
- Осадка - 6,2 м
- Вантажопідйомність - 181 230 т
- Повна водотоннажність - 215 860 т
- Екіпаж - 175